# 西川彩織
西川 彩織（にしかわ さおり、1989年 - ）は、日本のドラマー・作曲家。

## 経歴
和歌山県田辺市で生まれる。幼少期から音楽に興味を持ち、ピアノやエレクトーン、ソルフェージュなどを習う。高校時代は合唱部に所属。
高校卒業後は慶應義塾大学に進学し、ビッグバンドサークル「K.M.P. New Sound Orchestra」に入ったことがきっかけでジャズドラムに出会う。次第にドラムの世界に魅了されていく。
大学卒業後は一度就職したものの、2015年に音楽家を志し、脱サラ。著名なミュージシャンのバックや自身が開催するライブでの演奏を開始する。
演奏機会が増加し、楽曲制作も行うようになった2019年、ジャズ批評において注目のミュージシャンとして取り上げられたことがきっかけで自信初のアルバム「Dreamer」をリリース。
その後は、東京都のジャズクラブを中心に出演を重ねる他、ディスクユニオン主催のインストアライブや、出身地の和歌山県で開催されるライブに多数出演。これまでに、山本剛・高木里代子・デヴィッド・マシューズ・エリック・マリエンサル・川嶋哲郎・中村健吾らと共演。
インストバンド「Fabrhyme」、吹奏楽団「Windivas」、ピアノトリオ「海賊船」のメンバーとしても活動。

## 人物
尊敬するドラマーとしては、エルヴィン・ジョーンズやメル・ルイスなどの名を上げている。